# Futbolniy Klub Shinnik
Futbolniy Klub Shinnik Yaroslavl - em alfabeto cirílico: Футбольный клуб «Шинник» Ярославль - é um clube de futebol situado em Iaroslavl, na Rússia.
Disputa a Primeira Divisão Russa, segundo nível do futebol russo. Fundado em 1957, foi batizado de Khimik até 1960.
Manda seus jogos no Shinnik Stadium, em Iaroslavl, com capacidade para 22.990 torcedores. Suas cores são branco, preto e azul.

## Títulos
- Liga Nacional: 2001 e 2007